# Invasion (John Ringo)
Invasion (engl. The Legacy of the Aldenata) ist eine Science-Fiction-Romanreihe, geschrieben von John Ringo, die zur Military-SF gehört.

## Romane der Reihe
Die Reihe umfasst die folgenden Bände:

### Posleen-Krieg (engl. Posleen War)
- Der Aufmarsch, 2004, ISBN 3-453-87539-7, A Hymn Before Battle, 2000
- Der Angriff, 2004, ISBN 3-453-87903-1, Gust Front, 2001
- Der Gegenschlag, 2004, ISBN 3-453-52005-X, When the Devil Dances, 2002
- Die Rettung, 2005, ISBN 3-453-52017-3, Hell’s Faire, 2003
- noch nicht auf deutsch erschienen, Watch on the Rhine. 2005, ISBN 0-7434-9918-2 (mit Tom Kratman) Artikel in der FAZ zu diesem Roman.[1]
- Die Verräter. 2008, ISBN 3-453-52441-1, Yellow Eyes. 2007 (mit Tom Kratman)
- noch nicht auf deutsch erschienen, The Tuloriad. 2009, ISBN 978-1-4391-3304-0 (mit Tom Kratman)

### Callys Krieg (engl. Cally’s War)
- Callys Krieg, 2005, ISBN 3-453-52119-6, Cally’s War, 2004
- Die Rückkehr, 2008, ISBN 978-3-453-52491-0, Sister Time, 2008
- Die Ehre des Clans, 2009, ISBN 978-3-453-52581-8, Honor of the Clan, 2009

### Fortsetzungen
- Heldentaten. 2005, ISBN 3-453-52092-0, The Hero. 2004 (mit Michael Z. Williamson)

### Hedren War
- noch nicht auf deutsch erschienen, Eye of the Storm., 2009, ISBN 1-4391-3273-9

## Handlung der Romane

### Der Aufmarsch
Der ehemalige Sergeant Mike O’Neal wird erneut in die US-Streitkräfte einberufen. Den Grund dafür erfährt Mike von General Horner, seinem ehemaligen Vorgesetzten persönlich: aufgrund einer bevorstehenden Invasion von Aliens wird jedermann, der einmal bei den US-Streitkräften gedient hat, in Kürze wieder reaktiviert werden.
Auf einer streng geheimen Konferenz wird dann für ausgewähltes Militärpersonal weitere Details bekanntgegeben: die galaktische Föderation hat sich an die Menschheit mit der Bitte um militärische Hilfe gewandt, im Austausch für fortgeschrittene Technologie, Medizin (z. B. Verjüngung) und wissenschaftliche Erkenntnisse. Außerdem wurde der Menschheit mitgeteilt, dass die Invasion der Erde durch die Posleen in weniger als fünf Jahren stattfinden wird.
Mike wird von General Horner dem GalTech (Galaktische Technologie) Infanterie-Team zugeteilt, das für die Konstruktion des GKA (Gepanzerter Kampf Anzug) zuständig ist. Zum Leutnant befördert wird er danach als Berater dem amerikanischen GKA-Bataillon zugewiesen, das mit der irdischen Expeditionsstreitmacht auf dem Planeten Diess die Posleen bekämpfen soll.
Auf dem vier Monate langen Transport zum Planeten Diess soll er das GKA-Bataillon bzgl. der besonderen Funktionen und des Einsatzes der GKA beraten, was ihm zunächst durch Oberstleutnant Youngman strikt untersagt wird. Erst relativ spät kann er dies durch verschiedene Tricks umgehen, um so wenigstens Teile des Bataillons für den Kampf einsatzbereit zu machen.
Nach der Landung auf dem Planeten Diess kommt es zu erbitterten Kämpfen mit den Posleen, die unter schwersten Verlusten für das irdische Expeditionskorps gewonnen werden können. Mike wird schwer verwundet, kann aber dank der GalTech-Medizin komplett wiederhergestellt werden.

### Der Angriff
Die Erde bereitet sich fieberhaft auf die zu erwartende Invasion der Posleen vor. Der zum Hauptmann beförderte Mike O’Neal versucht, seine Kompanie von GKA-Soldaten so gut es geht auszubilden. Er verbringt einen letzten Urlaub mit seiner Frau und seiner Tochter Cally auf den Florida Keys, bevor seine Frau zu den Raumstreitkräften zurückkehrt, wo sie auf einer Fregatte im Dienst ist.
Der Verteidigungsplan von General Horner sieht die Aufgabe der flachen Gebiete an der Küste, die Evakuierung der dortigen Bevölkerung und den Rückzug hinter die Appalachen und die Rocky Mountains vor, was bei den Politikern und einigen Generälen aber auf Ablehnung stößt.
Dann ist es soweit: die Invasion beginnt. Die Posleen landen in verschiedenen Teilen der Erde. In den USA ist ihr Hauptangriff bei Fredericksburg, VA. Sie überrennen die lokalen Verteidiger und marschieren entlang der I-95 sowohl nach Süden als auch nach Norden.
In Richmond, VA wurde eine Verteidigungsstellung errichtet, an der die Posleen gestoppt werden können. Da der Präsident aber nicht bereit ist, historische Stätten wie z. B. den Nationalfriedhof Arlington kampflos aufzugeben, kommt es zur Katastrophe. Nach der Zerschlagung zweier Armeekorps durch die Posleen marschieren diese auf Washington zu, überschreiten den Potomac und dringen in die Stadt ein. Das GKA-Bataillon, das von Mike O’Neal geleitet wird, kann den weiteren Vormarsch der Posleen dann auf der National Mall stoppen und ihnen eine vernichtende Niederlage beibringen.
Als Mike General Horner die Nachricht vom Sieg überbringt, muss ihm dieser aber mitteilen, dass Mike’s Frau Sharon bei einem Raumgefecht gefallen ist.

### Der Gegenschlag
Die USA haben sich an den Rocky Mountains und den Appalachen verschanzt und versuchen die Angriffe der Posleen an diesen beiden Verteidigungslinien abzuwehren. Im Rest der Welt ist praktisch jeder organisierte, staatliche Widerstand zusammengebrochen, es gibt nur noch spärlichen Widerstand vereinzelter Gruppen.
Man hat versucht, die Bevölkerung der bedrohten Gebiete der USA in unterirdischen Städten, den SubUrbs, unterzubringen, was aber nur zum Teil gelungen ist. Alternativ wurde über eine Evakuierung nach Kanada nachgedacht, da die Posleen subarktische Gebiete meiden, dies wurde aber verworfen.
Der Hauptteil der Handlung spielt an der Appalachen-Front, die von Rochester, NY bis Clarkesville, GE verläuft. Major O’Neal und General Horner versuchen verzweifelt die Front bei Rochester, NY und Rabun Gap, GE zu halten. Da ihnen der Einsatz von Nuklearwaffen durch die Präsidentin untersagt wurde, müssen sie improvisieren. Zum Einsatz kommen daher auch SheVas, um die Landungsschiffe der Posleen zu zerstören.
In der Nähe von Rabun Gap, GE lebt der Vater von Mike, Papa O’Neal auf seiner Farm, zusammen mit Cally, der 13-jährigen Tochter von Mike. Als Sergeant Major Mosovich den Auftrag erhält, Hauptmann Elgars aus der SubUrb von Franklin, NC zu holen, beschließt er, seinen alten Bekannten Papa O’Neal zu besuchen. Beiläufig erwähnt Mosovich, dass die Verluste der USA an Militärpersonal bis zu diesem Zeitpunkt 62 Mio. betragen und dass weitere 40 Mio. US-Zivilisten umgekommen sind.
Als die Posleen dann bei Rabun Gap durchzubrechen drohen, werden schließlich doch noch Nuklearwaffen eingesetzt, um die Lücke zu schließen. Mike O’Neal und sein GKA-Bataillon treten dann als rasche Eingreiftruppe an, um die zusammengebrochene Verteidigung gegen die Posleen wiederaufzubauen.

### Die Rettung
Major O’Neal und sein GKA-Bataillon werden mit Shuttles zum Rabun Gap geflogen, um die Front zu stabilisieren. Zur selben Zeit beschließen Sergeant Major Mosovich und seine Gruppe, auf der Farm von Papa O’Neal Zuflucht zu suchen. Dort erfahren sie von Cally, dass Papa O’Neal durch einen nahen Atomschlag bei der Farm verschüttet wurde und vermutlich tot ist.
Zur Unterstützung von Mike’s Bataillon soll ein SheVa herangebracht werden. Dem Bataillon droht die Munition und die Energie auszugehen, so dass Mike ein paar Männer zu seiner Farm schickt, wo er inoffiziell Vorräte, Munition und Energiepacks aufbewahrt. Mike und General Horner stellen fest, dass die Posleen vermutlich ihre ganze Kommunikation über das AID-Netz abhören können.
Da Mikes Bataillon den Angriff der Posleen alleine nicht stoppen kann, soll eine Antimaterie-Waffe eingesetzt werden, die die Posleen für einige Zeit aufhalten soll. Cally wird von einer Spezialeinheit gerettet und trifft dann auf ihren Großvater, der durch einen Himmit geborgen und in dem Fahrzeug des Außerirdischen verjüngt wurde. Obwohl der Einsatz der Antimaterie-Waffe eine gewisse Entlastung bringt, gehen die Angriffe der Posleen weiter.
Das SheVa und eine zugeordnete Panzereinheit kämpfen sich langsam in die Nähe von Mike’s Einheit vor. Die Verluste von Mike’s Bataillon sind hoch und trotz Unterstützung durch das SheVa droht die Einheit überrannt zu werden. Die Rettung kommt jedoch in Form der Flotte, die ihre Position beim Planeten Irmansul verlassen hat und zur Erde zurückgekehrt ist.
Papa O’Neal und Cally werden von Monsignore O’Reilly für die Bane Sidhe angeworben, um in Zukunft gegen den eigentlichen Feind zu kämpfen: die Darhel. Von ihm erfahren sie, dass die Darhel die Verteidigungsanstrengungen der Erde in jeder erdenklichen Form sabotiert haben. Da sie beide als tot gelten, sollen sie unter neuen Identitäten als Agenten für die Bane Sidhe arbeiten.

## Handelnde
- Michael „Mighty Mite“, „Iron Mike“ O’Neal: Er ist der Spezialist für den Einsatz und Gebrauch der GKA. Deshalb kommt er (und sein GKA-Bataillon) immer dann zum Einsatz, wenn die Situation sehr ernst ist. Mike wird bzgl. der Rolle, die die Darhel spielen, sehr früh misstrauisch.

- General John „Jack“ Horner: Vorgesetzter und väterlicher Freund von Mike. In Der Gegenschlag geraten Mike und Horner wegen eines Einsatzes kräftig aneinander, aber Mike kann sich mit seiner Forderung nach dem Einsatz von Nuklearwaffen durchsetzen.

- Gunnery Sergeant Ernie Pappas: Der 63-jährige Vietnam-Veteran wird in Der Aufmarsch einer GalTech-Verjüngung unterzogen und danach zum Ausbilder eines Zuges neuer Rekruten in Mike’s GKA-Bataillon ernannt. Er wird zu einem von Mike’s wichtigsten Untergebenen.

- Sergeant Major Jacob „Jake the snake“ Mosovich: Er stellt in Der Aufmarsch ein Einsatzkommando zusammen, um auf dem Planeten Barwhon V eine Aufklärungsmission gegen die Posleen durchzuführen. In Der Gegenschlag ist sein Team ebenfalls für Erkundungsmissionen zuständig, diesmal aber auf der Erde.

- Staff Sergeant Bob Duncan: Mitglied des GKA-Bataillons von Oberstleutnant Youngman in Der Aufmarsch. Er zeigt sich der GKA-Technologie gegenüber schon früh aufgeschlossen, was ihm später zugutekommt. Er zeichnet sich bei dem Kampf auf Diess aus. In Der Angriff wird er Mitglied von Mikes GKA-Bataillon.

- Oberstleutnant Youngman: Mike wird ihm und seinem Bataillon in Der Aufmarsch als Berater zugeteilt. Da sich Youngman jegliche Einmischung von Seiten Mikes verbittet, muss Mike tricksen, um den Soldaten des Bataillons während des Transports zum Planeten Diess wenigstens grundlegende Kenntnisse bzgl. der GKA und ihres Einsatzes vermitteln zu können. Youngman stirbt während des Einsatzes auf dem Planeten Diess.

- Hauptmann Anne O. Elgars: In Der Angriff wird sie sehr schwer verletzt. In Der Gegenschlag wurde sie von den Tchpth wiederhergestellt, nachdem sie aufgrund schwerer Gehirnverletzungen 5 Jahren im Koma lag. Inwieweit ihre Persönlichkeit noch mit der ursprünglichen Person identisch ist, ist zunächst unbekannt. Als die SubUrb von Franklin, NC durch die Posleen überrannt wird, kämpft sie sich den Weg nach draußen frei. Dabei wird in einer geheimen Sanitätsabteilung der Tchpth das Geheimnis ihrer Wiederherstellung gelüftet.

- Monsignore O’Reilly: Er arbeitet mit der Bane Sidhe zusammen, um die Pläne der Darhel zu durchkreuzen.

## Aliens
Es gibt verschiedene außerirdische Spezies, die sich in der Galaktischen Föderation zusammengeschlossen haben. Die Galaktische Föderation existiert seit ca. 100.000 Jahren. Seit ca. 150 Jahren wird sie von den Posleen angegriffen. Von menschlicher Seite wird die Föderation mit einem Ameisenhaufen verglichen, in dem sich jede Spezies auf gewisse Aufgaben spezialisiert hat.
- Darhel: Die Banker der Föderation. Sie kontrollieren das Geldsystem und üben durch die Kredite auch die Kontrolle über die übrigen Spezies der Föderation aus. Bzgl. der Menschheit sind ihre Absichten wenig wohlwollend: sie möchten die Menschheit durch die Posleen dezimieren lassen, vor allem aber ihre Selbstständigkeit brechen, um sie besser unter Kontrolle zu bringen. Deshalb sabotieren sie die Verteidigungsanstrengungen der Erde.

- Himmit: Sie ähneln einem Frosch mit vier Augen und zwei Mündern. Sie verfügen über perfekte Tarnungsmöglichkeiten.

- Indowy: Die Arbeiterameisen der Föderation. Jeder Indowy ist ein Spezialist für eine gewisse Tätigkeit. Im Laufe seines Lebens kann sich ein Indowy in der Arbeiterhierarchie hinaufarbeiten, indem er immer kompliziertere Tätigkeiten erlernt. In der Föderation gibt es keine industrielle Fertigung, da alle Geräte (und Komponenten) in Handarbeit hergestellt werden. Dies führt dazu, dass die Geräte und Maschinen zwar sehr langlebig sind (die wartungsfreie Lebensdauer beträgt zum Teil hunderte bis tausende von Jahren), aber gleichzeitig ist die Produktionsmenge eher gering. Ein Beispiel aus Der Aufmarsch: Unter den ca. 14 Billionen Indowy der Föderation gibt es gerade 200 Schiffsbaumeister, die zusammen pro Jahr kaum mehr als fünf Raumschiffe herstellen. In Der Gegenschlag wird die Produktionsweise der Indowy, genannt Sohon erläutert. Sie stützt sich auf Nanoroboter. Unter den Indowy existiert eine Untergrundorganisation namens Bane Sidhe, die die Vorherrschaft der Darhel stürzen soll.

- Tchpth: Sie ähneln großen Krabben und werden als die Philosophen und Wissenschaftler der Galaktischen Föderation beschrieben.

- Posleen: Vierbeinige, eierlegende Allesfresser, die Kentauren ähneln. Ihre Lebensweise besteht darin, dass sie zu Milliarden von Planet zu Planet wandern, um Nahrung für ihre Horde zu „sammeln“. Dabei machen sie auch vor Intelligenten Lebensformen und ihren eigenen Toten und Verwundeten nicht halt, was sie zu Feinden der Galaktischen Föderation und der Menschen macht. Aber obwohl sie auch über fortschrittliche Technologien verfügen, besteht ihre Vorgehensweise meist darin, jeden Widerstand zahlenmäßig zu überrollen wie Heuschrecken oder Ameisen. Die meisten Posleen besitzen nur eine geringe Intelligenz, daher benötigt jede Kompanie von 400 Posleen einen intelligenten Gottkönig als Anführer.

## Technologie
- AID (engl. Artificial Intelligence Device): persönlicher Universalcomputer und Assistent einer Person, der Zugang zu allen möglichen Datenbanken hat. Mit einem AID ist auch eine sehr effektive Kommunikation innerhalb einer Einheit von Soldaten möglich.

- GKA (Gepanzerter Kampf Anzug): Eine Art Ritterrüstung für Soldaten, bestehend aus GalTech. Der GKA sichert dem Soldaten eine hohe Überlebenswahrscheinlichkeit und verleiht ihm außergewöhnliche Fähigkeiten und Feuerkraft.

- SheVa: Benannt nach der Shenandoah-Valley-Industrieplanungskommission, handelt es sich dabei um eine gigantische Glattrohrkanone auf einer fahrbaren Plattform, von der Größe eines Braunkohlebaggers. Sie verschießt KE-Pfeile aus Uran mit einem Durchmesser von 20 cm und einer Länge von 180 cm gegen die Landungsschiffe der Posleen.

- SubUrb: Unterirdische, atombombensichere, sich selbstversorgende Stadt, die für Flüchtlinge errichtet wurde. Die Oberseite liegt 30 m unter der Erde. Sie gleicht einem Würfel, der in Sektoren unterteilt ist.

## Planeten
- Barwhon V: ein Planet der Tchpth. Feucht-sumpfig, tropen-ähnlich.

- Diess: ein Planet der Indowy. Trocken, wüsten-ähnlich.